# Amerikaanse Maagdeneilanden op de Olympische Winterspelen 2022
De Amerikaanse Maagdeneilanden namen deel aan de Olympische Winterspelen 2022 in Peking in China. Er deed één atleet mee, Katie Tannenbaum, die uitkwam op het skeleton. Doordat zij bij aankomst in Peking positief testte op corona, kon zij de vlag tijdens de openingsceremonie niet dragen en deed een vrijwilliger voor het land dat en was zij via een videoverbinding aanwezig.

## Deelnemers en resultaten

### Skeleton
| Naam             | Onderdeel | Run 1   | Run 1 | Run 2   | Run 2 | Run 3   | Run 3 | Run 4          | Run 4          | Totaal  | Totaal |
| Naam             | Onderdeel | Tijd    | Rang  | Tijd    | Rang  | Tijd    | Rang  | Tijd           | Rang           | Tijd    | Rang   |
| ---------------- | --------- | ------- | ----- | ------- | ----- | ------- | ----- | -------------- | -------------- | ------- | ------ |
| Katie Tannenbaum | Vrouwen   | 1:06,48 | 25    | 1:07,36 | 25    | 1:04,84 | 25    | niet geplaatst | niet geplaatst | 3:18,68 | 25     |

Albanië · Amerikaans-Samoa · Amerikaanse Maagdeneilanden · Andorra · Argentinië · Armenië · Australië · Azerbeidzjan · België · Bolivia · Bosnië en Herzegovina · Brazilië · Bulgarije · Canada · Chili · China · Chinees Taipei · Colombia · Cyprus · Denemarken · Duitsland · Ecuador · Eritrea · Estland · Filipijnen · Finland · Frankrijk · Georgië · Ghana · Griekenland · Groot-Brittannië · Haïti · Hongarije · Hongkong · Ierland · IJsland · India · Iran · Israël · Italië · Jamaica · Japan · Kazachstan · Kirgizië · Kosovo · Kroatië · Letland · Libanon · Liechtenstein · Litouwen · Luxemburg · Madagaskar · Maleisië · Malta · Marokko · Mexico · Moldavië · Monaco · Mongolië · Montenegro · Nederland · Nieuw-Zeeland · Nigeria · Noord-Macedonië · Noorwegen · Oekraïne · Oezbekistan · Oost-Timor · Oostenrijk · Pakistan · Peru · Polen · Portugal · Puerto Rico · Roemenië · San Marino · Saoedi-Arabië · Servië · Slovenië · Slowakije · Spanje · Thailand · Trinidad en Tobago · Tsjechië · Turkije · Verenigde Staten · Wit-Rusland · Zuid-Korea · Zweden · Zwitserland
Russische ploeg